# اونای اوسا
اونای اوسا (اسپانیایی: Unai Osa‎؛ زادهٔ ۱۲ ژوئن ۱۹۷۵) دوچرخه‌سوار اهل اسپانیا است.
از باشگاه‌هایی که در آن رکاب زده‌است می‌توان به تیم موویستار اشاره کرد.